# Opowieści z Narnii: Książę Kaspian

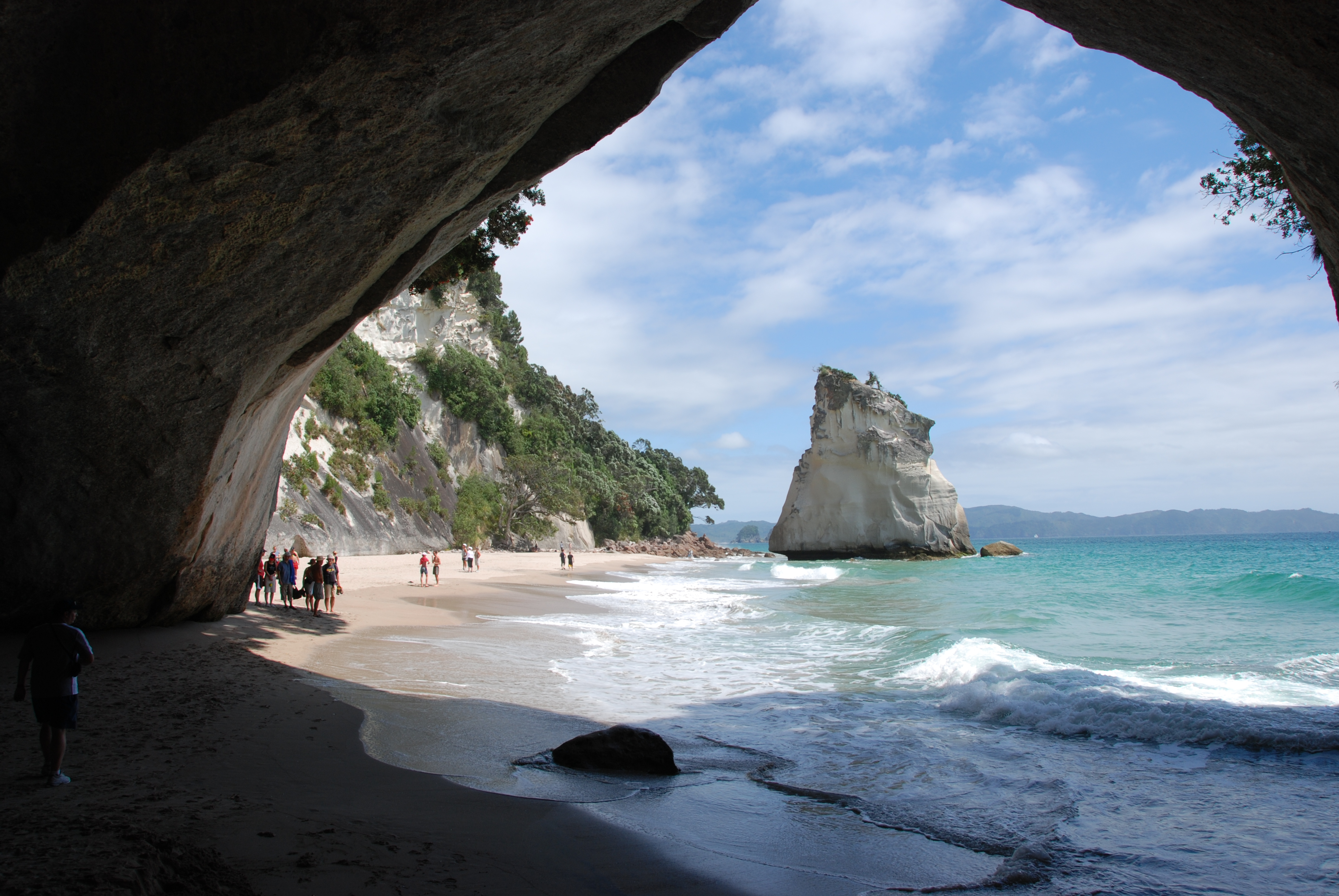
Filmowa brama Narnii – Cathedral Cove na półwyspie Coromandel w Nowej Zelandii.

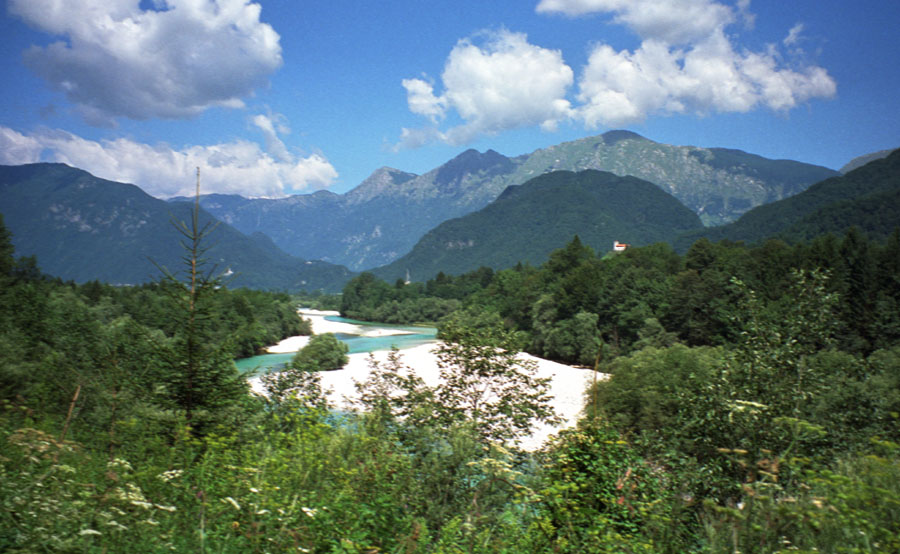
Rzeka Socza w Słowenii, nad którą kręcono część filmu.

Opowieści z Narnii: Książę Kaspian (ang. The Chronicles of Narnia: Prince Caspian, 2008) – amerykańsko-brytyjski film przygodowy w reżyserii Andrew Adamsona. Adaptacja książki Książę Kaspian autorstwa C.S. Lewisa. Zdjęcia plenerowe do filmu powstawały w Nowej Zelandii, Czechach, w Słowenii oraz w Polsce, w Górach Stołowych, w Pasterce i w Karkonoszach (dokładniej: w wąwozie wodospadu Kamieńczyka). Ujęcia wnętrz zrealizowano m.in. w praskiej wytwórni Barrandov Studio.

## Fabuła
Telmarski książę Kaspian, nastoletni następca tronu Narnii, salwuje się ucieczką ze swojej stolicy, kiedy rodzi się pierworodny syn Miraza, lorda protektora królestwa. Kaspian ucieka w samą porę, bowiem Miraz wydał już rozkaz zgładzenia go. Ścigany przez siepaczy Miraza książę zbiega do puszczy, uwożąc ze sobą róg królowej Zuzanny, magiczny artefakt otoczony czcią przez dawnych Narnijczyków.
W trakcie ucieczki Kaspian spotyka czarnego karła Nikabrika oraz czerwonego karła Zuchona. Mając ścigających go Telmarów za plecami, Kaspian używa rogu królowej Zuzanny, aby wezwać pomoc. Zuchon zostaje schwytany przez Telmarów i zabrany do Miraza, podczas gdy Nikabrik i mówiący borsuk Truflogon ratują Kaspiana.
Tymczasem w ogarniętej II wojną światową Anglii rodzeństwo Pevensie prowadzi swoje dawne życie, wspominając czasy, gdy rządzili Narnią. Od ich powrotu do Anglii minął rok. Zuzanna wydaje się pogodzona z tym, że już nigdy nie zobaczą magicznego świata, a Piotr ma wszystkim za złe, że traktują go jak dziecko. Podczas oczekiwania na metro na londyńskiej stacji Strand cała czwórka zostaje magicznie przeniesiona do jaskini na wybrzeżu Narnii. Rodzeństwo szybko odkrywa, że w pobliżu znajdują się ruiny ich dawnej stolicy – Ker-Paravel. Z nietkniętego podziemnego skarbca odzyskują swoje artefakty, odkrywają też, że ich zamek został zaatakowany i zburzony, a nie popadł w ruinę sam z siebie.
Kaspian ujawnia Truflogonowi i Nikabrikowi, że jest ściganym następcą tronu Telmarów. Po spotkaniu z waleczną myszą Ryczypiskiem i grupą centaurów Kaspian trafia na wiec dawnych Narnijczyków. Na wiecu są także dawni poddani Jadis (Białej Czarownicy) – minotaury i czarne karły. Mimo początkowej rozbieżności zdań między zgromadzonymi, księciu udaje się przekonać Narnijczyków do wspólnej walki z Mirazem, obiecując zwrócić im kraj, jeśli pomogą mu w odzyskaniu tronu.
Tymczasem lord protektor przekonuje telmarskich baronów, że książę Kaspian został porwany przez Narnijczyków (dowodem jest schwytany Zuchon), którym wydaje wojnę – do ich ostatecznego wytępienia. Miraz zamierza ubiec rodzeństwo Pevensie zmierzające do Kaspiana i zgnieść opór Narnijczyków zanim dawni królowie i królowe przyjdą im z pomocą.
Piotr, Edmund, Zuzanna i Łucja ratują Zuchona, którego Miraz wysłał na śmierć. Zuchon wyjaśnia czwórce dawnych władców, że wkrótce po ich odejściu Narnię najechali i podbili Telmarowie – plemię ludzi, a od czasu zniknięcia rodzeństwa Pevensie minęło w ich dawnym królestwie 1300 lat. Przez kolejne lata od inwazji Telmarowie tępili Narnijczyków, aż zmusili ich do wycofania się do puszcz i lasów. Od tego czasu Narnijczycy żyją w głębokim ukryciu, a Telmarowie zdążyli przyzwyczaić się do myśli, że są jedynymi gospodarzami w Narnii.
Podczas podróży do Kaspiana Łucja dostrzega Aslana, ale pozostali nie chcą jej uwierzyć, choć Edmund nie jest pewien swego. Rodzeństwu udaje się ostatecznie dotrzeć do księcia i Narnijczyków, którzy założyli bazę w Kopcu Aslana, sztucznym wzgórzu wzniesionym wokół i ponad przełamanym Kamiennym Stołem. Już podczas pierwszego spotkania widoczne są rozbieżne stanowiska Piotra i Kaspiana.
Podczas gdy Telmarowie szykują się na wojnę i budują na rzece Berunie most dla przeprawienia swoich wojsk, w Kopcu Aslana Narnijczycy zastanawiają się nad swoją strategią. Nie zważając na zdanie Kaspiana (obrony w Kopcu) i Łucji (nawiązania kontaktu z Aslanem), Piotr forsuje pomysł wyprzedzającego ataku na stolicę Telmarów. Atak następuje nocą: gryfy wysadzają desant na wieżach i murach telmarskiej cytadeli, a po otwarciu bramy do zamku wdzierają się pozostałe oddziały Narnijczyków. Kiedy Kaspian postanawia wziąć odwet na Mirazie, zamek staje na nogi, a Telmarów nie udaje się wziąć z zaskoczenia. Piotr mimo to zarządza atak. Kiedy okazuje się, że bitwy nie można wygrać, Piotr daje znak do odwrotu, ale części wojsk nie udaje się wycofać; zostają uwięzione na dziedzińcu cytadeli i wycięte w pień.
Miraz wykorzystuje nocny atak Narnijczyków pod wodzą Kaspiana, żeby zagarnąć tron i koronę królestwa dla siebie. Pomimo wcześniejszych wątpliwości, telmarscy baronowie stają po jego stronie, oddając mu swoje wojska. Miraz zostaje koronowany na króla. Most na rzece zostaje ukończony, a armia Telmarów przeprawia się na drugi brzeg, kierując się na Kopiec Aslana. Podczas powrotu do Kopca Aslana, Piotr i Kaspian obwiniają się nawzajem o spowodowanie porażki; nieomal dochodzi między nimi do walki. W Kopcu Nikabrik przekonuje Kaspiana, żeby wykorzystał pomoc innej niż dawni królowie starożytnej siły. W sali Kamiennego Stołu Kaspian pertraktuje z wiedźmą i wilkołakiem, którzy – ku jego przerażeniu – rozpoczynają przyzywanie Białej Czarownicy. Piotr, Edmund i Zuchon przybywają na czas, żeby im przeszkodzić; Edmundowi udaje się strzaskać lodową taflę, zza której zaczęła się wyłaniać Jadis.
Wobec przybycia telmarskiej armii pod Kopiec Aslana Piotr, Kaspian i pozostali układają swój plan obrony. Łucja i Zuzanna wyjeżdżają samotnie na poszukiwanie Aslana, podczas gdy Piotr wyzywa Miraza na pojedynek na śmierć i życie (stawką jest bezwarunkowa kapitulacja armii przegranego), by zyskać czas dla swoich sióstr. Miraz przyjmuje wyzwanie, także dlatego, że daje się zmanipulować części telmarskich baronów, pragnących jego zguby. Podczas gdy Piotr i Miraz walczą, Zuzanna i Łucja są ścigane przez Telmarów; Zuzanna odłącza się od siostry, żeby zatrzymać pościg, co udaje się jej po przybyciu Kaspiana.
Piotr pokonuje Miraza, ale nie zabija go – zamiast tego oddaje miecz Kaspianowi, dając mu szansę na wyrównanie rachunków ze zdradzieckim stryjem. Kaspian daruje życie Mirazowi, zapowiadając, że odda Narnijczykom ich królestwo. Kiedy wydaje się już, że do bitwy nie dojdzie, baron Sobiepan zdradziecko przebija Miraza jedną ze strzał z kołczana królowej Zuzanny. Sobiepan ogłasza, że Narnijczycy zastrzelili Miraza i wzywa Telmarów do ataku. Telmarowie rozpoczynają ostrzał Kopca Aslana za pomocą katapult, a ich konnica i piechota atakują Narnijczyków. Obrońcy używają szeregu taktyk do zniwelowania przewagi liczebnej wroga, m.in. znienacka zapadają część pola bitwy (zmodyfikowana taktyka wilczych dołów), przez co telmarska konnica ulega rozbiciu i zostaje wzięta w kleszcze. Narnijczycy używają też ataków z powietrza, ostatecznie jednak są zmuszeni do frontalnego szturmu na piechotę wroga. W międzyczasie Łucja odnajduje Aslana. Lew budzi drzewa, uśpione od czasu inwazji Telmarów, i wysyła je na pole bitwy pod Kopcem. Odsiecz przybywa, gdy armia Narnijczyków jest otoczona ze wszystkich stron przez Telmarów. Przebudzony las dziesiątkuje Telmarów i niszczy ich machiny bojowe, a baron Sobiepan nakazuje odwrót do mostu na Berunie. Przy moście ma miejsce ostatnia faza bitwy: Aslan przyzywa ducha rzeki, który niszczy most, ostatecznie rozbija ocalałe oddziały Telmarów i topi barona Sobiepana.
Kaspian zostaje królem (jako Kaspian X) i wkracza triumfalnie do telmarskiej stolicy u boku Aslana i czwórki dawnych władców. Aslan wyjaśnia Piotrowi i Zuzannie, że nie powrócą już do Narnii. Kaspian wygłasza przemówienie do wszystkich swoich poddanych – zarówno Telmarów jak i Narnijczyków – zachęcając ich do pozostania w Narnii. Zapowiada też, że Telmarowie, którzy nie chcą mieszkać w Narnii, mogą odejść do swojej prawdziwej ojczyzny (tropikalnej wyspy w świecie rodzeństwa Pevensie). Aby upewnić Telmarów, że w tej propozycji nie ma żadnego podstępu, Piotr, Zuzanna, Edmund i Łucja przechodzą przez bramę otwartą przez Aslana. Trafiają na stację Strand, tuż przed odjazdem pociągu, na który czekali przed przybyciem do Narnii. Tuż przed przejściem przez bramę dochodzi do pocałunku Zuzanny i Kaspiana.

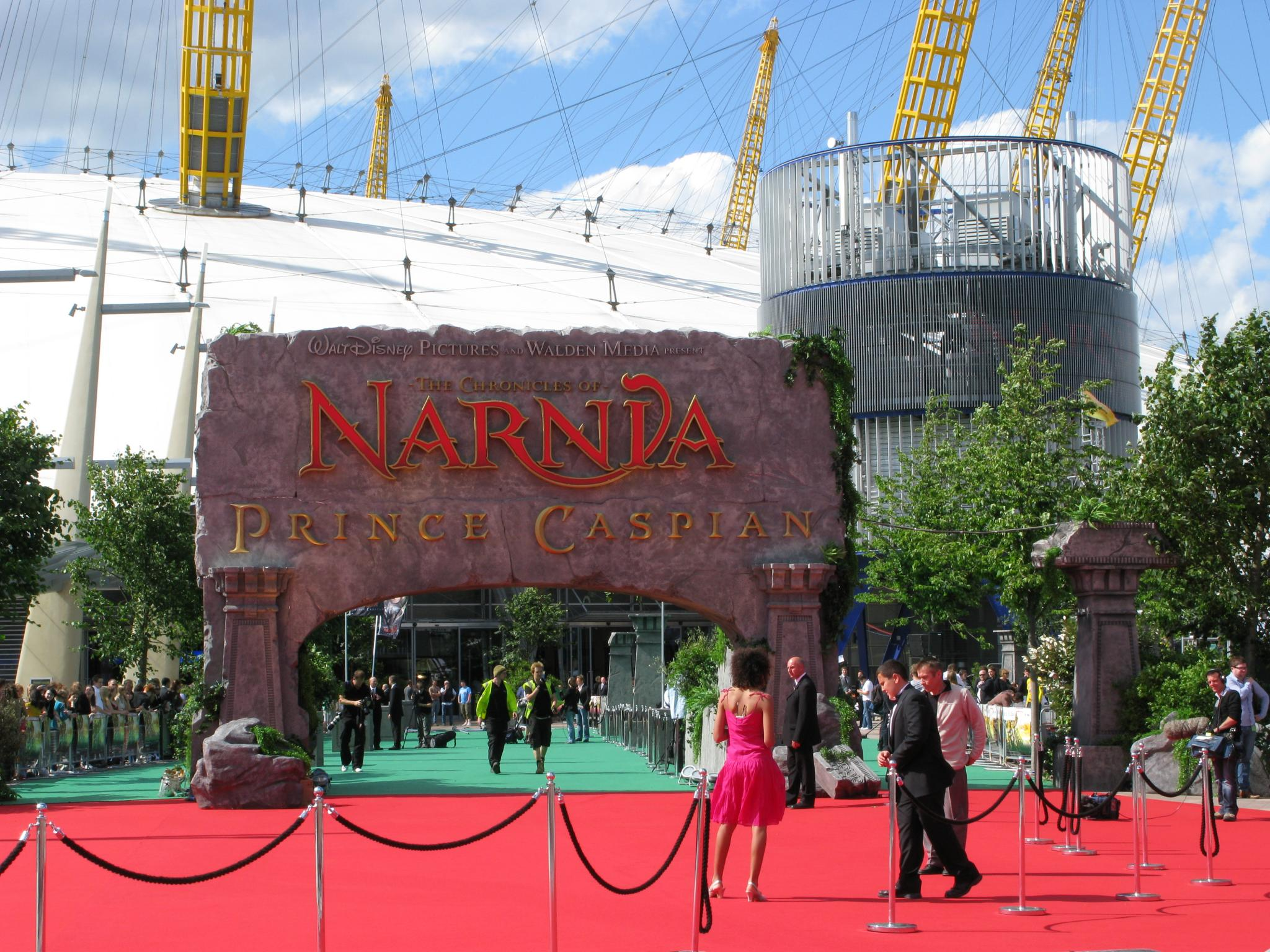
Premiera filmu Opowieści z Narnii: Książę Kaspian

## Recenzje krajowe
Krajowi krytycy i recenzenci wypowiadali się o filmie w pozytywnym tonie. Podkreślano, że jest mroczniejszy i poważniejszy niż pierwsza odsłona sagi, a postaci są lepiej i wyraziściej nakreślone. Podkreśla się, że film zyskał na odstępstwach od powieści oraz na rezygnacji z bezpośredniego przekazu dydaktycznego, tak wyraźnego w pierwszym filmie. Doceniono rozmach i bardzo dobre przedstawienie scen batalistycznych, w tym sceny nieudanego ataku na zamek Miraza. Podzielone są opinie co do aktorskiej strony filmu: podczas gdy część autorów zasadniczo chwali odtwórców głównych ról, wskazując jedynie na brak nazwisk wielkiego formatu w obsadzie, inni surowiej oceniają część aktorów, w tym Bena Barnesa, odtwórcę tytułowej roli.

## Bohaterowie

### Rodzeństwo Pevensie
- William Moseley – Piotr Pevensie. Wielki król Narnii, który powraca po 1300 latach nieobecności, jest nastolatkiem, którego konflikt z dorosłymi i otoczeniem rodzinnego świata zostaje przeniesiony do dawnego królestwa. Piotr rywalizuje z Kaspianem (już przy pierwszym spotkaniu się pojedynkują), lekceważy przestrogi Łucji, nie chce polegać na Aslanie i forsuje śmiałe plany wojenne, nie biorąc nawet części odpowiedzialności za ich niepowodzenie. Jest za to nieugiętym wojownikiem i dobrym dowódcą, który osobiście prowadzi niebezpieczne szturmy, walczy na pierwszej linii oraz wycofuje się jako ostatni. Ostatecznie jednak Piotr uświadamia sobie swoje ograniczenia oraz fakt, że jego czasy w Narnii przeminęły i z pokorą przyjmuje wieści, że nigdy więcej nie wróci do magicznego świata. Symbolicznie – także na zgodę – przekazuje swój miecz Kaspianowi, po czym prowadzi swoje rodzeństwo do Anglii.
- Anna Popplewell – Zuzanna Pevensie. Królowa Narnii z dawnych lat. Po roku rozłąki z Narnią Zuzanna nie tęskni za nią szczególnie i wydaje się pogodzona z tym, że mieszka w Anglii. Jest już nastolatką, która budzi zainteresowanie chłopców i sama je ostrożnie okazuje – w odniesieniu do Kaspiana. Choć jest zwolenniczką defensywnego prowadzenia wojny z Telmarami, uczestniczy w ryzykownym ataku na zamek Miraza, siejąc spustoszenie przy pomocy swego łuku. Razem z braćmi i Kaspianem uczestniczy potem w bitwie pod Kopcem Aslana, uśmiercając licznych wrogów i stylem walki żywo przypominając elfa Legolasa w wykonaniu Orlando Blooma. Przy pożegnaniu wymienia z Kaspianem pocałunek.
- Skandar Keynes – Edmund Pevensie. Początkowo Edmund wydaje się mniej lub bardziej pogodzony z życiem w Anglii. Po powrocie do Narnii szybko odzyskuje wigor. Od samego początku wiernie stoi przy boku Piotra, a jego pomoc i lojalność idą w parze z opanowaniem i ostrożnością; można powiedzieć, że najmniej z całego rodzeństwa kieruje się emocjami, a najbardziej – rozsądkiem. Kiedy Jadis udaje się na moment opętać Kaspiana i Piotra, Edmund niweczy jej plany, symbolicznie kończąc swoje starcie z Białą Czarownicą z poprzedniego filmu. Edmund okazuje się też wszechstronnym wojownikiem; podczas gdy Piotr polega na swoim mieczu, a Zuzanna na łuku, ich młodszy brat walczy na wszystkie sposoby (nawet przy użyciu latarki), momentami z powodzeniem naśladując styl walki Kaspiana.
- Georgie Henley – Łucja Pevensie. Jako jedyna z rodzeństwa Łucja nigdy nie przestała wierzyć w powrót do Narnii, wyczekując go nawet bardziej niż Piotr. Wkrótce po przybyciu do Narnii ma wizję Aslana, dzięki której rodzeństwu udaje się bezpiecznie dotrzeć do Kaspiana. Łucja nie uczestniczy w walkach z Telmarami, przy czym uważa, że ani ofensywne podejście Piotra ani defensywne nastawienie Kaspiana nie są dobrymi rozwiązaniami. Ostatecznie to jej podejście – poszukiwanie kontaktu z Aslanem – okazuje się prawidłowe i przynosi Narnijczykom zwycięstwo. W czasie swojego pobytu w Narnii Łucja zaprzyjaźnia się z Zuchonem (lekko go patronizując) i służy wszystkim potrzebującym swoim magicznym kordiałem, leczącym wszelkie rany.

### Telmarowie
- Ben Barnes – Książę Kaspian/Król Kaspian X. Następca tronu telmarskiego królestwa Narnii, który musi uciekać przed swoim stryjem, trafia między Narnijczyków. Podczas ich wiecu wyznaje, że jeszcze dwa dni wcześniej nie wierzył w istnienie karłów, centaurów czy mówiących zwierząt. Do czasu przybycia dawnych królów i królowych dowodzi narnijskim ruchem oporu z bazą w Kopcu Aslana. Jest zwolennikiem wojny defensywnej, ale podporządkowuje się decyzji Piotra, aby wyprzedzająco zaatakować Miraza. Kiedy dowiaduje się o tym, że stryj zabił jego ojca, budzi się w nim żądza zemsty, co niweczy plan ataku z zaskoczenia na zamek Miraza i co później próbują wykorzystać dawne sługi Jadis. Gdy jednak Piotr pokonuje Miraza, Kaspian oszczędza stryja, zrywając z podejściem dotychczasowych telmarskich królów, którzy wszystko brali siłą. W czasie walki Kaspian używa przeważnie telmarskiego rapiera oraz długiego sztyletu, co czyni z niego bardzo skutecznego wojownika. Jak wynika z jego pożegnalnej rozmowy z Zuzanną Pevensie, Kaspian był nią autentycznie zainteresowany.
- Sergio Castellitto – Lord Miraz/Król Miraz. Zabójca brata (króla Kaspiana IX), który zostaje lordem protektorem Narnii do czasu pełnoletniości Kaspiana X, postanawia się pozbyć bratanka, skoro tylko na świat przychodzi jego syn i następca. Pod pretekstem rzekomego zagrożenia dla Telmarów ze strony Narnijczyków gromadzi pod swoim sztandarem skłóconych baronów i wyrusza na wojnę, która ma zniszczyć pozostałości dawnej Narnii. Miraz bezwzględnie wykorzystuje „narnijskie zagrożenie” dla wzmocnienia swojej pozycji, a wobec zaangażowania Kaspiana po stronie Narnijczyków zagarnia koronę bratanka dla siebie. Nie docenia jednak ani Narnijczyków ani swoich rywali spośród Telmarów i daje się wmanewrować w pojedynek z Piotrem, który przegrywa. Choć i Piotr i Kaspian go oszczędzają, upokorzony Miraz ginie z rąk jednego z własnych baronów, co dostarcza Telmarom pretekstu do ataku na Narnijczyków.
- Alicia Borrachero – Królowa Pretensjonata. Małżonka Miraza, która na początku filmu rodzi ich syna. Jest zdecydowana bronić męża przed Kaspianem, gdy młody książę wdziera się do ich komnaty w poszukiwaniu zemsty za śmierć swojego ojca. Jednak nawet ona jest przerażona, gdy dowiaduje się, że Miraz zabił własnego brata, żeby zagarnąć władzę. Na końcu filmu opuszcza Narnię przez bramę otwartą przez Aslana.
- Pierfrancesco Favino – Lord Glozelle. Generał wojsk Miraza, który ma za zadanie zgładzić Kaspiana, gdy Mirazowi rodzi się syn. Okazuje się mniej bezwzględny od swego pana, m.in. wykazując się troską o swoich ludzi. Uczestniczy w intrydze Telmarów przeciwko Mirazowi, m.in. nie włącza się po jego stronie do pojedynku z Piotrem, przez co Miraz przegrywa. W czasie bitwy pod Kopcem Aslana ma szansę zabić Kaspiana, ale z niej nie korzysta. Na końcu filmu opuszcza Narnię przez bramę otwartą przez Aslana.
- Vincent Grass – Dr Korneliusz. Nauczyciel Kaspiana, pół-Telmar, pół-czarny karzeł. Wbrew rozkazom Miraza uczy Kaspiana o dawnej Narnii, udaje mu się też odnaleźć magiczny róg królowej Zuzanny. Trafia do lochu, gdy Miraz odkrywa jego zaangażowanie w ucieczkę Kaspiana. Zostaje stamtąd uwolniony podczas nocnego ataku Narnijczyków na zamek Miraza. Jak deklaruje, nigdy nie przestał wierzyć, że Kaspian może być „najpiękniejszą sprzecznością w historii – Telmarem, który uratuje Narnię”.
- Damián Alcázar – Lord Sobiepan. Ambitny Telmar, początkowo rywalizujący z Mirazem, potem pozornie jego sojusznik w wojnie z Narnijczykami, czekał na właściwy moment, by pozbyć się rywala. Spiskując z lordem Glozelle doprowadził do upadku i śmierci Miraza (osobiście przebił go jedną ze strzał królowej Zuzanny), po czym wydał rozkaz ataku na Narnijczyków. Sam zginął wkrótce potem, podczas odwrotu wojsk Telmarów po klęsce pod Kopcem Aslana.

### Narnijczycy
- Liam Neeson – Aslan (głos). Wszechmocny lew pojawia się w filmie dość oszczędnie. Przemyka gdzieś między drzewami, tak, że jedna Łucja go dostrzega, a potem odwiedza ją we śnie, tłumacząc, że nic nie dzieje się dwa razy tak samo – że nie może przybyć rodzeństwu Pevensie na ratunek, rycząc i płosząc Telmarów. Motywy Aslana są tym razem inne, niż w poprzednim filmie: robi swoim „dzieciom” miejsce, żeby mogły uczyć się na swoich błędach. Dociera to nawet do Łucji, która pyta Aslana, czy gdyby odnalazła go szybciej, wszyscy, którzy w międzyczasie zginęli, byliby ocaleni. Gatunkowo jest to bodaj najcięższe pytanie, jakie pada w filmie. Nie dziwi zatem odpowiedź lwa: tej rzeczy nigdy się nie dowiemy. Pewne zdarzenia (także błędy bohaterów) są nieodwracalne nawet w magicznym świecie Narnii. Na końcu Aslan pokazuje jednak swą potęgę: budzi drzewa i ducha rzeki, a siły natury zwyciężają Telmarów.
- Peter Dinklage – Zuchon. Czerwony karzeł poświęca się, żeby ocalić Kaspiana przed ścigającymi go Telmarami, dzięki czemu jako pierwszy Narnijczyk spotyka rodzeństwo Pevensie. Sceptyczny, marudny i uparty, szybko przekonuje się do czwórki dawnych władców i pozostaje im wierny. Zuchon należy do pokolenia Narnijczyków, którzy wątpią w Aslana i jego opiekę nad Narnią. Pomimo tego walczy z Telmarami i wspiera Kaspiana. Jest zmieszany i zawstydzony, ale też wyraźnie szczęśliwy, gdy pojawia się Aslan.
- Warwick Davis – Nikabrik. Czarny karzeł, potomek Ginabrrika, sługi i prawej ręki Jadis, jest przykładem tego, że wspólny wróg (Telmarowie) zbliża dawnych nieprzyjaciół (Narnijczyków posłusznych Aslanowi i Narnijczyków posłusznych Jadis). Pomimo tego, Nikabrik nie wyrzekł się swojej zależności od sił Ciemności. Gdy po nieudanym ataku na zamek Miraza Kaspiana ogarnia zwątpienie, Nikabrik zabiera go na spotkanie z wiedźmą i wilkołakiem, namawiając do sięgnięcia po sojusznika innego niż Aslan i rodzeństwo Pevensie. Karzeł okazuje się czarnym charakterem, który nienawidzi ludzi i chce powrotu rządów Zła w Narnii. Próbując zabić Łucję Pevensie, ginie z ręki Zuchona.
- Eddie Izzard – Ryczypisk (głos). Bezlitosny i zabójczo skuteczny wojownik obdarzony specyficznym poczuciem humoru i dystansem do samego siebie, dumny i szlachetny. Rwie się do walki i z ochotą wyprawia na wrogów pod wodzą Piotra i Kaspiana. Jest jakby połączeniem wiernego rycerza władców Narnii z płatnym zabójcą, zimnym profesjonalistą w swoim fachu. Niepozorna postura, miła aparycja i zabawne, momentami pompatyczne wypowiedzi nie mogą przesłonić faktu, że za jego sprawą ginie w trakcie filmu spory zastęp Telmarów.
- Cornell John – Centaur Gromojar. Najdostojniejszy z centaurów, wyczytał w gwiazdach nadejście przełomowego momentu w historii Narnii: zwycięstwo nad najeźdźcami i pokój dla Narnijczyków. Uzbrojony w potężny dwuręczny miecz szarżuje na Telmarów podczas szturmu zamku Miraza i w bitwie pod Kopcem Aslana.
- Ken Stott – Truflogon (głos). Mówiący borsuk najpierw – wbrew Nikabrikowi – pielęgnuje Kaspiana, potem prowadzi go na wiec Narnijczyków, gdzie przekonuje wszystkich, że to w rękach księcia Telmarów jest wspólna przyszłość wszystkich mieszkańców królestwa. Podczas gdy centaur Gromojar wypatruje w gwiazdach znaków tego, co będzie, Truflogon jest strażnikiem pamięci o tym, co było. Nie pozwala też na waśnie między dawnymi sługami Jadis a pozostałymi Narnijczykami, ostrzegając zarazem przed próbą przywołania Białej Czarownicy. Ranny podczas ucieczki przed Telmarami, nie bierze udziału w ataku na zamek Miraza, potem jednak uczestniczy w bitwie pod Kopcem Aslana.
- Tilda Swinton – Biała Czarownica (Jadis). Dawna władczyni Narnii pojawia się tylko na moment i choć jest uwięziona w lodzie, udaje jej się chwilowo omotać Kaspiana i Piotra. Oferuje pomoc w walce z Mirazem i Telmarami. Zwodnicza i podstępna jak za życia, jest groźnym wspomnieniem złych czasów zniewolenia Narnii przez siły Ciemności. Jej występ kończy się, gdy Edmund rozbija lodową taflę, z której przemawia Jadis.

## Wersja polska
Wersja polska: Sun Studio Polska

Reżyseria: Waldemar Modestowicz

Dialogi polskie: Jan Jakub Wecsile

Opieka artystyczna: Mariusz Arno Jaworowski

Produkcja polskiej wersji językowej: Disney Character Voices International, Inc.

W wersji polskiej udział wzięli:
- Marcin Hycnar – Książę Kaspian
- Piotr Deszkiewicz – Piotr
- Piotr Machalica – Aslan
- Adam Ferency – Zuchon
- Artur Barciś – Nikabrik
- Janusz Zakrzeński – Doktor Kornelius
- Krzysztof Stelmaszyk – Król Miraz
- Maja Cygańska – Łucja
- Marta Dąbrowska – Zuzanna
- Kamil Kubik – Edmund
- Miłogost Reczek – Baron Podlizar
- Danuta Stenka – Biała Czarownica
- Mariusz Bonaszewski – Baron Sobepian
- Leon Charewicz – Baron Scythley
- Henryk Talar – Truflogon
- Marcin Przybylski – Ryczypisk
- Mirosław Zbrojewicz – Gromojar
- Ewa Konstancja Bułhak – Królowa Pretensjonata
- Andrzej Blumenfeld – Wilkołak
- Agata Kulesza – Wiedźma Hag

oraz
- Andrzej Chudy
- Artur Pontek
- Bożena Furczyk
- Cezary Kwieciński
- Dariusz Błażejewski
- Elżbieta Gaertner
- Izabela Dąbrowska
- Jakub Szydłowski
- Julia Hertmanowska
- Justyna Bojczuk
- Kajetan Lewandowski
- Karol Wróblewski
- Krzysztof Szczerbiński
- Mateusz Narloch
- Paweł Szczesny
- Waldemar Barwiński
- Wojciech Machnicki
- Wojciech Rotowski
- Zbigniew Konopka